# Веакис, Эмилий
Эми́лий Веа́кис (греч. Αιμίλιος Βεάκης; 1884, Пирей — 29 июня 1951, Афины) — один из величайших греческих актёров, основателей современного греческого театрального искусства.

## Биография
Он был сыном сценариста Иоанниса Веакиса. С 1900 года учился в Королевской театральной школе. После разрыва с Королевским театром Эмилий Веакис поступил в Великую школу искусств, где учился живописи. В 1901 году он бросил учёбу и начал свою карьеру актёра в Волосе с компанией Евангелия Ника. В 1912—1913 годах участвовал в Балканских войнах.
После возвращения с фронта Веакис работал на уровне с лучшими современными труппами (Лепениотис, Калогерику, Котопули, Кивель, Эконому). Сам в основном исполнял роли в классических трагедиях и драмах. Его карьера взлетела после роли Эдипа в трагедии «Царь Эдип» режиссёра Фотоса Политиса Греческой театральной компании.
Эмилий Веакис участвовал в движении Сопротивления во время Второй мировой войны, он продолжал устраивать театральные представления даже после гражданской войны. Потом были лишь спорадические появления на большой сцене. Последнее выступление Веакиса состоялось в мае 1951 года на сцене Национального театра. Он умер одиноким и бедным, был похоронен на Первом афинском кладбище.